# Björnsjön (Ljusdals socken, Hälsingland)
Björnsjön är en sjö i Ljusdals kommun i Hälsingland och ingår i Delångersåns huvudavrinningsområde. Sjön är 7,4 meter djup, har en yta på 0,27 kvadratkilometer och är belägen 372,2 meter över havet. Sjön avvattnas av vattendraget Lumpån.

## Delavrinningsområde
Björnsjön ingår i det delavrinningsområde (686794-151709) som SMHI kallar för Utloppet av Björnsjön. Medelhöjden är 388 meter över havet och ytan är 1,4 kvadratkilometer. Det finns inga avrinningsområden uppströms utan avrinningsområdet är högsta punkten. Lumpån som avvattnar avrinningsområdet har biflödesordning 3, vilket innebär att vattnet flödar genom totalt 3 vattendrag innan det når havet efter 83 kilometer. Avrinningsområdet består mestadels av skog (59 procent). Avrinningsområdet har 0,27 kvadratkilometer vattenytor vilket ger det en sjöprocent på 19,3 procent.